# Prîvorottea, Camenița
Prîvorottea (în ucraineană Привороття) este localitatea de reședință a comunei Prîvorottea din raionul Camenița, regiunea Hmelnîțkîi, Ucraina.

## Demografie
Componența lingvistică a localității Prîvorottea
     Ucraineană (99,16%)
     Alte limbi (0,84%)
Conform recensământului din 2001, majoritatea populației localității Prîvorottea era vorbitoare de ucraineană (99,16%), existând în minoritate și vorbitori de alte limbi.